# Władcy Lukki

## Księstwo Lukki i Piombino

### Baciocchi / Bonaparte
- 1805 – 1814 : Eliza Bonaparte (usunięta, zmarła 1820)
- 1805 – 1814 : Feliks Baciocchi (usunięty, zmarł 1841)

1814 – 1817 : rządy austriackie

## Książęta Lukki

### Dynastia Burbonów
- 1817 – 1824 : Maria Ludwika
- 1824 – 1847 : Karol Ludwik (późniejszy książę Parmy)

1847 : włączenie do Wielkiego Księstwa Toskanii